# 珍妮弗·埃切吉尼
珍妮弗·奥妮涅奇·埃切吉尼（英語：Jennifer Onyinyechi Echegini；2001年3月22日—），尼日利亚女子职业足球运动员，司职中场，目前效力于巴黎圣日耳曼足球俱乐部和尼日利亚国家女子足球队。她曾代表尼日利亚参加2024年夏季奥林匹克运动会女子足球比赛。